# Arthur Maia
Arthur Maia (sinh ngày 13 tháng 10 năm 1992) là một cầu thủ bóng đá người Brasil.

## Sự nghiệp câu lạc bộ
Arthur Maia đã từng chơi cho Kawasaki Frontale.